# Nico Naldini
Domenico Naldini, detto Nico (Casarsa della Delizia, 1º marzo 1929 – Treviso, 9 settembre 2020), è stato uno scrittore e poeta italiano.

## Biografia
Nato il 1º marzo 1929 a Casarsa della Delizia da Antonio Naldini ed Enrichetta Colussi. Domenico Naldini, anche noto come Nico Naldini, ha lavorato in numerosi campi, dal giornalismo all'editoria, dal cinema alla poesia, composta sia in lingua italiana che in lingua friulana. Nel corso della sua ricca ed articolata vita professionale ha soggiornato a lungo a Milano e Roma. Ultimamente viveva a Treviso. Sua madre, Enrichetta Colussi, era sorella di Susanna Colussi, la madre di Pier Paolo Pasolini. Fu proprio il cugino Pasolini che nel 1948 pubblicò, attraverso l'Academiuta di lenga furlana, i primi poemi in lingua friulana di Naldini: Seris par un frut. Dieci anni dopo Scheiwiller ha pubblicato Un vento smarrito e gentile con testi in friulano, veneto e italiano.
La sua attività editoriale ha iniziato ad espandersi notevolmente dal 1980, l'anno in cui fu chiamato da Luigi Granetto a curare con Zanzotto il volume Poesie e pagine ritrovate di Pasolini, Lato Side; nel libro venivano pubblicate le Pagine involontarie (1946-1947), diario giovanile di Pier Paolo Pasolini scritto tra il giugno 1946 e il dicembre del 1947. Il 1982 è l'anno di La vita e le lettere di Giacomo Leopardi e Veneto felice di Giovanni Comisso e nel 1984, di nuovo con l'editore Scheiwiller, ha pubblicato Nei campi del Friuli (la giovinezza di Pasolini), saggio incentrato sugli anni friulani di Pasolini, che include una conversazione con Andrea Zanzotto e che gli ha valso il Premio Nonino 1985. L'anno seguente Naldini ha pubblicato per Einaudi Vita di Giovanni Comisso, finalista del Premio Strega. Un altro scrittore a cui si è interessato è Filippo de Pisis, con il volume uscito nel 1990 dal titolo De Pisis, vita solitaria di un poeta pittore, chiudendo idealmente il cerchio di un gruppo di amici e maestri con cui continuamente Nico Naldini si è confrontato ed ispirato. Presso Einaudi, nel 1989, pubblica la sua biografia di Pasolini.
In La curva di San Floreano del 1988, Nico Naldini ha scritto: " è un titolo che ammiccava da molto tempo e da tanto lontano. San Floreano è un villaggio poco distante da Casarsa; poche case che si fronteggiano su una doppia curva che al tempo delle gite in bicicletta e delle sagre domenicali era un passaggio obbligato perché dopo questa curva si imboccava il rettilineo alberato che porta a Gleris, Ramuscello, Morsano, Malafiesta, al fiume Tagliamento e al mare ". Come disse Parise: «la biografia poetica di Naldini è quello che si dice: scarsa. Ma Naldini è poeta superbo, non dotato delle vanità che, di solito, producono biografie poetiche troppo abbondanti. Come tutti i poeti superbi sa che la parola è "tono" in momenti rari e, appunto, “scarsi” della vita. Con scientifica disperazione amorosa sa che il caso e non la cura è, se non perfetta, perfettibile passione».
Dopo l'uscita nel 1992 del lavoro Il solo fratello, ritratto di Goffredo Parise, per la casa editrice Archinto, nel 1995 ha pubblicato Il treno del buon appetito, romanzo autobiografico e al contempo poetico riesame della propria vita. La sua fortunata vena narrativa è poi proseguita con il libro Meglio gli antichi castighi uscito da Guanda nel 1997, un'opera a metà strada fra poesia e racconto autobiografico. Va ricordato che – oltre ad avere collaborato alla realizzazione di tutti i film di Pasolini – Naldini si è cimentato a sua volta nella direzione di un film di montaggio realizzato nel 1973, Fascista, tutto basato sui filmati di propaganda dell'Istituto Luce: un film che suscitò molte polemiche alla sua uscita e a proposito del quale lo stesso Pasolini intervenne con due scritti. Nel 1995 ha curato e coordinato la realizzazione di un imponente evento dedicato al cugino Pier Paolo Pasolini, allora a vent'anni dalla morte, che ebbe il suo culmine nel ricco programma di mostre, incontri, dibattiti e pubblicazioni presso la monumentale Villa Manin di Passariano. 
Naldini a Trento è stato professore a contratto presso la cattedra di filologia romanza di Francesco Zambon nella facoltà di Lettere: ha insegnato anche all'Università di Tunisi. È stato nominato cittadino onorario dal comune di Breda di Piave, dove ricopre dal 1989 la carica di Presidente della locale Università popolare. Nico Naldini è stato molte volte ospite presso le più importanti università mondiali, dove ha tenuto una serie di lezioni e di conversazioni sul cugino scrittore e regista e sul proprio ruolo di poeta e saggista. Dopo l'uscita della raccolta di poesie e prose Meglio gli antichi castighi nel 1997, Guanda, di Occasionalmente altro nel 1999 per Manni editore e di Houssem e le lucciole nel 2002, Naldini ha offerto un'altra prova di saggio biografico con il lavoro Mio cugino Pasolini, uscito nel 2000 per la casa editrice Bietti. 
La materia che intesse i versi del volume Piccolo romanzo magrebino del 2002 è fatta di emozioni intarsiate di memoria letteraria: le costellazioni dell'infanzia, l'eco kavafisiano della sensazione amata come balsamo nella solitudine, il calore sahariano dove tutto si stempera "lungo il tremolante limite" dello sterminato orizzonte. L'ultima fatica di Naldini è stata Come non ci si difende dai ricordi, uscita per Cargo nel 2005. L'opera, autobiografica, si accosta una volta di più alla figura del cugino. Nel 2020, è uscito il documentario In un futuro aprile, diretto da Francesco Costabile e Federico Savonitto, prodotto da Altreforme in associazione con Centro Studi Pier Paolo Pasolini, Cinemazero, Archivio Audiovisivo del Movimento Operaio e Democratico e Kublai Film, vincitore del premio come miglior Film sull'Arte all'AsoloArtFilmFestival 2020, in cui Naldini racconta gli anni della gioventù friulana del cugino Pier Paolo Pasolini.

## Opere
(elenco non esaustivo)

### Poesia e narrativa
- Seris par un frut, a cura di Pier Paolo Pasolini, Casarsa, Academiuta di lenga furlana, 1948.
- Un vento smarrito e gentile. Liriche friulane, Milano, Scheiwiller, 1958.
- La curva di San Floreano, Torino, Einaudi, 1988.
- Il treno del buon appetito, Parma, Guanda, 1995 (2ª ed.: Vicenza, Ronzani, 2017).
- Meglio gli antichi castighi, Parma, Guanda, 1997.
- Occasionalmente altro, Lecce, Manni Editore, 1999.
- Il Nobile Von., Lettere non spedite a Francesco Zambon veneziano, Lecce, Manni Editore,Collana Chichi, 2008.
- Una striscia lunga come la vita, a cura di F. Zambon, Venezia, Marsilio, 2009.
- Piccolo romanzo magrebino, Parma, Guanda, 2016.

### Saggistica
- Nei campi del Friuli. La giovinezza di Pasolini e una conversazione di Andrea Zanzotto, Milano, Scheiwiller, 1984.
- Vita di Giovanni Comisso, Torino, Einaudi, 1985 ("Saggi").
- Pasolini, una vita, Torino, Einaudi, 1989 (2ª ed. ampliata: Verona, Tamellini, 2014).
- De Pisis, vita solitaria di un poeta pittore, Torino, Einaudi, 1990 (2ª ed.: Verona, Tamellini, 2013).
- Il solo fratello. Ritratto di Goffredo Parise, Milano, Archinto, 1989.
- Come non ci si difende dai ricordi, Napoli, Cargo, 2005.
- Breve vita di Pasolini, Parma, Guanda, 2009 (2ª ed.: 2015).

### Curatele
- Giacomo Leopardi. La vita e le lettere, (con F. Bandini), Milano, Garzanti, 1983.
- Pier Paolo Pasolini, Lettere 1955-1975, Torino, Einaudi, 1988 ("La Biblioteca dell'Orsa").
- Giovanni Comisso. Opere, (con R. Damiani), Milano, Mondadori, 2002 ("I Meridiani").